# Lissochlora viridilinea
Lissochlora viridilinea är en fjärilsart som beskrevs av Louis Beethoven Prout 1916. Lissochlora viridilinea ingår i släktet Lissochlora och familjen mätare. Inga underarter finns listade i Catalogue of Life.